# Torquéole à poitrine châtaine
Tropicoperdix charltonii
Espèce
Statut de conservation UICN

 VU C2a(i) : Vulnérable
La Torquéole à poitrine châtaine (Tropicoperdix charltonii) est une espèce d'oiseaux de la famille des Phasianidae.

## Répartition et sous-espèces
Selon la classification de référence du Congrès ornithologique international (14.2, 2024) :
- T. c. charltonii (Eyton, 1845) — Forme nominative. Sud de la Thaïlande, péninsule Malaise.
- T. c. atjenensis Meyer de Schauensee & Ripley, 1940 — nord de Sumatra. Elle est pratiquement identique à la forme nominative en plus brillant, plus contrasté. Cette sous-espèce est plus justifiée par sa localisation géographique que par des différences de plumage.

## Habitat
La torquéole à poitrine châtaine affectionne les fourrés denses des lisières de forêts sempervirentes de basse altitude. On la trouve aussi dans les forêts secondaires de bambous mais toujours sous un couvert dense ou dans les broussailles, tant en plaine que sur les premières pentes des collines (Wells 1999).

## Mœurs
Cette espèce est timide. On la rencontre le plus souvent en groupes  de quelques oiseaux (Wells 1999), probablement le couple avec sa dernière couvée.

## Voix
Un doux sifflement assez bas, mélodieux composé de doubles notes, claires, soutenues. Le chant est parfois tri-syllabique, la note médiane étant plus ou moins exprimée bii-ei-bab (Wells 1999). Comme chez les autres espèces, le chant est souvent pratiqué en duo.

## Nidification
Il n’existe aucune donnée sur la nidification et la reproduction de cette torquéole.

## Statut, conservation
Cette espèce est considérée comme presque menacée. Elle est locale et peu commune, voire rare en Malaisie et Thaïlande ; il n’y a eu ainsi qu’un seul contact en 20 années, en mars 90, dans la réserve naturelle de Khlong Phraya (Thaïlande), où elle pourrait être proche de l’extinction. Elle est très rare à Sumatra où elle n’a pas été observée depuis des années dans le sud de l’île, où elle pourrait être éteinte. À Bornéo, quelques centaines d’individus survivent dans des forêts fragmentées et les seules données récentes proviennent de la vallée Danum. Les principales menaces sont la destruction de son habitat, la forêt de basse altitude facile à exploiter. Elle est aussi victime de la chasse et du braconnage (Hennache & Ottaviani 2011).